# Стамбульська угода (1590)
Стамбульська мирна угода (також знана договір Ферхат-Паші) — укладена у березні 1590 між Османською імперією та Сефевідським Іраном. Завершила війну 1578—1590.

## Основні положення
- За умовами договору весь Південний Кавказ відійшов до Османської імперії.
- Шамхальство Дагестан потрапило під заступництво Султана з династії Османа. Згодом це було підтверджено договорами по розділу Кавказу від 1612 і 1619.